# Premier ministre du Danemark
Le Premier ministre du Danemark (en danois : Danmarks statsminister, littéralement « ministre d'État ») est le chef de gouvernement du royaume de Danemark. Il est le plus souvent à la tête d'une coalition gouvernementale majoritaire du parlement le Folketing et dirige le gouvernement.
Le Premier ministre préside le cabinet dont les membres sont nommés par le roi. En pratique cependant, la nomination du Premier ministre est déterminée par la majorité du Folketing, le parlement. Depuis le début du XXe siècle, aucun parti n'a remporté de majorité absolue au Folketing et le Premier ministre dirige des coalitions de différents partis. Ces coalitions fonctionnent souvent comme des gouvernements minoritaires et doivent gouverner avec le soutien extérieur d'autres partis.
L'actuelle Première ministre du Danemark est Mette Frederiksen, de la Social-démocratie.

## Histoire
Avant la création du poste actuel, le Danemark n'avait pas de chef du gouvernement différent du chef de l'État, le roi de Danemark, qui exerçait le pouvoir exécutif. De 1699 à 1730, la personne la plus importante dans le gouvernement, en dehors de la famille royale elle-même, est alors le grand chancelier (Storkansler) puis, de 1730 à 1848 le ministre d'État (Statsminister).
La Constitution de 1849 établit une monarchie constitutionnelle en limitant les pouvoirs du monarque et créant un parlement bicaméral (Rigsdagen) et un présidium du Conseil. Le présidium du Conseil est considéré comme le prédécesseur de l'actuel ministère d'État. Le premier président du Conseil est Adam Wilhelm Moltke. Il porte, ainsi que ses deux successeurs, le titre de Premierminister.
À partir de 1855, le chef du gouvernement est simplement appelé président du Conseil (Konseilspræsident). Carl Christian Hall est le premier président du Conseil à également diriger un parti politique.
L'Office du ministre d'État est fondé le 1er janvier 1914, quand le présidium du Conseil devient un département ministériel sous la responsabilité du chef du gouvernement. En 1918, durant le mandat de Carl Theodor Zahle, le titre du président du Conseil est de nouveau modifié pour celui de Statsminister, qu'il porte encore aujourd'hui.

## Nomination
Le Premier ministre et le cabinet sont désignés par le roi en fonction des partis qui compose le Folketing. Le choix ne doit pas faire l'objet d'une opposition de la majorité du Folketing. Si la confiance n'est pas accordée au gouvernement, le Premier ministre doit soit démissionner avec son cabinet soit demander au monarque de dissoudre le Parlement et d'organiser de nouvelles élections.

## Pouvoir de dissolution
Le Premier ministre a le pouvoir de demander au monarque de dissoudre le Parlement et par conséquent de forcer l'organisation de nouvelles élections, ce qu'il est obligé de faire dans les quatre ans des élections précédentes.

## Sources
- (en) Cet article est partiellement ou en totalité issu de l’article de Wikipédia en anglais intitulé « Prime Minister of Denmark » (voir la liste des auteurs).

## Compléments